# Vadim Zhuk
Pour les articles homonymes, voir Zhuk.
Vadim Zhuk (prononcer : Vadim Jouk) (né le 20 mai 1952) est un ancien arbitre de football soviétique et biélorusse.

## Carrière
Il officia dans des compétitions majeures : 
- Coupe du monde de football féminin 1991 (3 matchs dont la finale Norvège-USA)
- Coupe UEFA 1995-1996 (finale retour entre le Bayern Munich et les Girondins de Bordeaux)
- Euro 1996 (France-Espagne au 1er tour)